# Caterina Pascual Söderbaum
Caterina Rosa Gertrud Pascual Söderbaum, född 10 september 1962 i Lleida i Katalonien, död 24 december 2015 i Uppsala, var en svensk översättare, tolk och författare.
Hon växte upp i Katalonien med en spansk far, svensk mor och två systrar. Efter gymnasiet flyttade hon till sin mormor i Uppsala för att studera. Hon studerade bland annat litteraturvetenskap och utbildade sig till tolk och översättare. Hon översatte från både svenska och engelska till spanska och katalanska. Som översättare översatte hon bland andra Selma Lagerlöf, Kjell Westö, Peter Englund och Steve Sem-Sandberg. Hon bodde omväxlande i Sverige och Spanien, utanför Barcelona.
Pascual Söderbaum debuterade som författare med novellsamlingen Sonetten om andningen 2001, som belönades med Katapultpriset. 2017 tilldelades hon postumt Sveriges Radios romanpris för Den skeva platsen. Pascual Söderbaum är begravd på Uppsala gamla kyrkogård.

## Priser och utmärkelser
- 2002 – Katapultpriset för Sonetten om andningen
- 2017 – Sveriges Radios romanpris för Den skeva platsen (postumt)